# Kis-Preszpa-tó
A Kis-Preszpa-tó (Prespa e Vogël; macedónul: Мало Преспанско Езеро) Görögország és Albánia határán fekvő tektonikus tó. A két Preszpa-tó közül a kisebbik, Preszpa-tó kifejezés alatt általában a közeli, jóval nagyobb tavat szokták érteni. Nagy része görög területen fekszik, csak a hosszú nyugati ág utolsó néhány kilométere nyúlik át Albániába. A Kis-Preszpa-tavat a Görögország, Albánia és Észak-Macedónia határháromszögében lévő (Nagy-) Preszpa-tótól egy keskeny, másfél kilométer széles földszoros választja el. A terület szerepel Görögország javasolt világörökségi helyszíneinek a listáján.

## Földrajza

### Fekvése
A tó területe túlnyomórészt Görögország (138 km² vízgyűjtő terület; 42,5 km² felszín) és kisebbrészt Albánia (51 km² vízgyűjtő terület; 4,3 km² felszín) között oszlik meg. Rakickë, Shyec, Buzliqen és Tren települések veszik körül a tó albániai részét. Görögországban a tavat körülvevő falvak: Agiosz Germanosz, Laimosz, Milionasz, Platü, Kallüthea, Lefkonasz, Preszpész, Karüjész, Mikrolimni, Oxia, Püli és Vrontero. 
A Kis-Preszpa-tó 853 méteres tengerszint feletti magasságban található. Az északra szomszédos Nagy-Preszpa-tó négy méterrel alacsonyabban fekszik nála (849 m). Vize a Koula patakon keresztül a Nagy-Preszpa azonos nevű strandjára ömlik. A víz a Kis- és a Nagy- Preszpát elválasztó alluviális földszoroson keresztül földalatti áramlással is lefolyik. Utóbbi maximális vízszintje 850,60 m-en lett megállapítva, és a megépített zsilipkapuval szabályozható. Az építmény négy egymás utáni, 1,60 m magas, lapos gát típusú zsilipkapuból áll, és lehetővé teszi a Preszpa Nemzeti Park Igazgatóságának, hogy a tó szintjét 849,60 és 851,00 méter között állítsa be. 
A Kis-Preszpa-tó területe 45,39 négyzetkilométer. Hossza eléri a 10,6 kilométert, szélessége pedig a 6,6 kilométert. Átlagos mélységét 6,7 méterben, maximális mélységét pedig 7,7 méterben határozták meg. A legtöbb más görög tóhoz hasonlóan a Kis-Preszpa-tó tehát viszonylag sekély. Ezzel szemben a Nagy-Preszpa-tó lényegesen mélyebb, maximális mélysége 53 méter. A Kis-Preszpa-tó víztérfogata 320 000 000 köbméter, vízgyűjtő területe 260 négyzetkilométer. A víz átlaghőmérséklete 21 °C, a legmagasabb pedig 28 °C.
Magas hegyek veszik körül a tavat, amelyben a két kis sziget, Ágiosz Achilleiosz és Vidroniszi fekszik. Nyugatra egy víznyelő húzódik a hegyeken keresztül, amelyen keresztül a tó a Devoll folyóba és így az Adriai-tengerbe torkollik a heves esőzések utáni áradások idején, illetve tavasszal, amikor a hó elolvad. Az 1950-es évektől körülbelül 2000-ig a Devollt áradások idején szintén a Kis-Preszpa-tóba vezették. Az így tárolt vizet a száraz évszakokban az Albán Kommunista Párt idején épített csatornán keresztül vezették le, hogy a Korçától északra fekvő síkságot öntözzék. A Devoll lefolyása a tó nyugati részének erős üledékképződéséhez és feltöltődéséhez vezetett. Ennek eredményeként a tó albániai része ma már alig áll nyílt vízből, szinte csak nádas borítja, a nyílt vízfelszín 420 hektárra csökkent.
Északon egy kis természetes csatorna folyik le a Nagy-Preszpába. Innen a víz a föld alatt az Ohridi-tóba és így a Drin folyórendszerbe folyik. A Kis-Preszpa-tó vize 3,4 évente megújul, ami sokkal gyorsabb az Ohridi-tó közel 80 évéhez képest.

### Élővilága
A Preszpa-tavak olyan vizes élőhelyek, amelyek a rámszari egyezmény értelmében kiemelt védelemre méltóak. A Nagy-Preszpa-tó képezi a három szomszédos ország által közösen létrehozott Preszpa Nemzeti Park központját, amely Európa egyik legnagyobb természetvédelmi területe, mintegy 2000 négyzetkilométernyi területével. Különösen a Kis-Preszpa-tavat ismerték el fontos vizes élőhelyi ökoszisztémaként, amely a ritka vízi madárfajok költésének és táplálkozásának kedvez. A terület arról a legismertebb, hogy itt található a világ legnagyobb borzas gödény költő kolóniája, de a kis kárókatona populációja is jelentős. A régió növényvilágát több mint 1500 növényfaj alkotja, amelyek közül 146 endemikus faj az Ohridi-tóban, és 39 endemikus faj a Preszpa-tavakról származik. Különösen a kis albániai részt, amely fokozatosan eliszaposodik, széles nádasövek jellemzik. A Tren-barlang a terület legdélnyugatibb végén található. 1999-ben a Preszpa-tó védelmére létrehozott társaság megkapta a rámszari vizes élőhelyvédelmi díjat a Preszpa-tó rámszari területével kapcsolatos természetvédelmi erőfeszítéseiért.
Az olyan leletek, mint a megkövesedett cápafogak, levelek, kagylók és madarak arra utalnak, hogy a Preszpa-tó a történelem előtti időkben egy sós vizű tenger része volt, ahol bőséges élővilág élt. Ezek a leletek Vrondero faluban egy kis múzeumban tekinthetők meg.

## Ágiosz Achilleiosz
A Kis-Preszpa-tóhoz tartozik Ágiosz Achilleiosz (Szent Akhilleusz) szigete. A legmagasabb pontja közelében találhatók a Láriszai Szent Achilliusz-bazilika romjai, amely az ókeresztény építészeti stílus bizánci kori továbbélésének különleges példája. Ágiosz Achilleiosz volt Sámuel bolgár cár korai fővárosa is a 10. században. 1948 februárjában, a görög polgárháború közepén Nikosz Zachariadisz, Görögország Kommunista Pártjának főtitkára ezen a szigeten vette feleségül a már régóta vele élő szeretőjét, Roula Koukoulut, egy nagy nyilvánosságot kapott szertartás keretében. A sziget az 1970-es években turisztikai és horgászati központtá vált. A szigeten lévő kis település az egyike annak a két görögországi településnek, amely a tavak szigetein épült (a másik a Joánina melletti Pamvotida-tó névtelen szigetén lévő település). A szigetet egy gyalogos híd köti össze a szemközti szárazfölddel. 

## Galéria

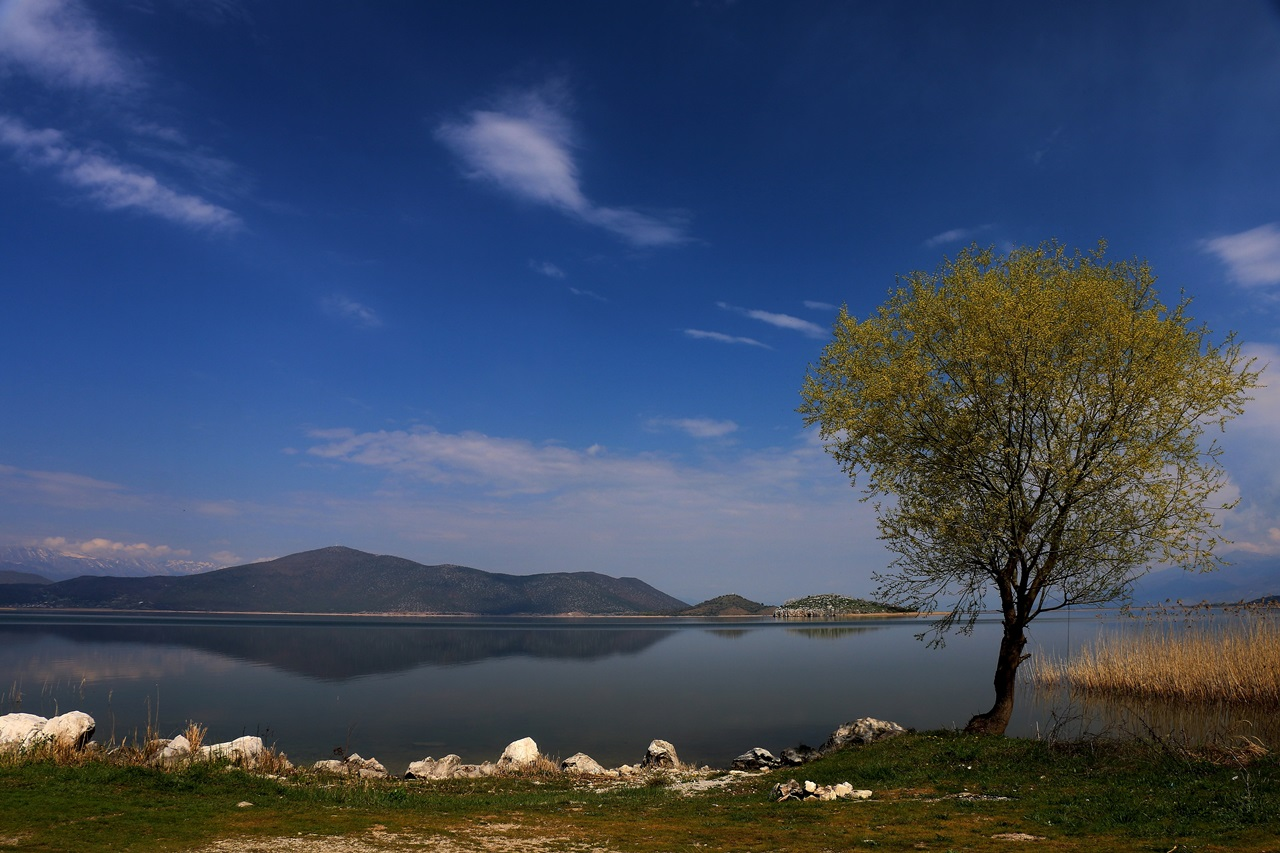
A tó látképe
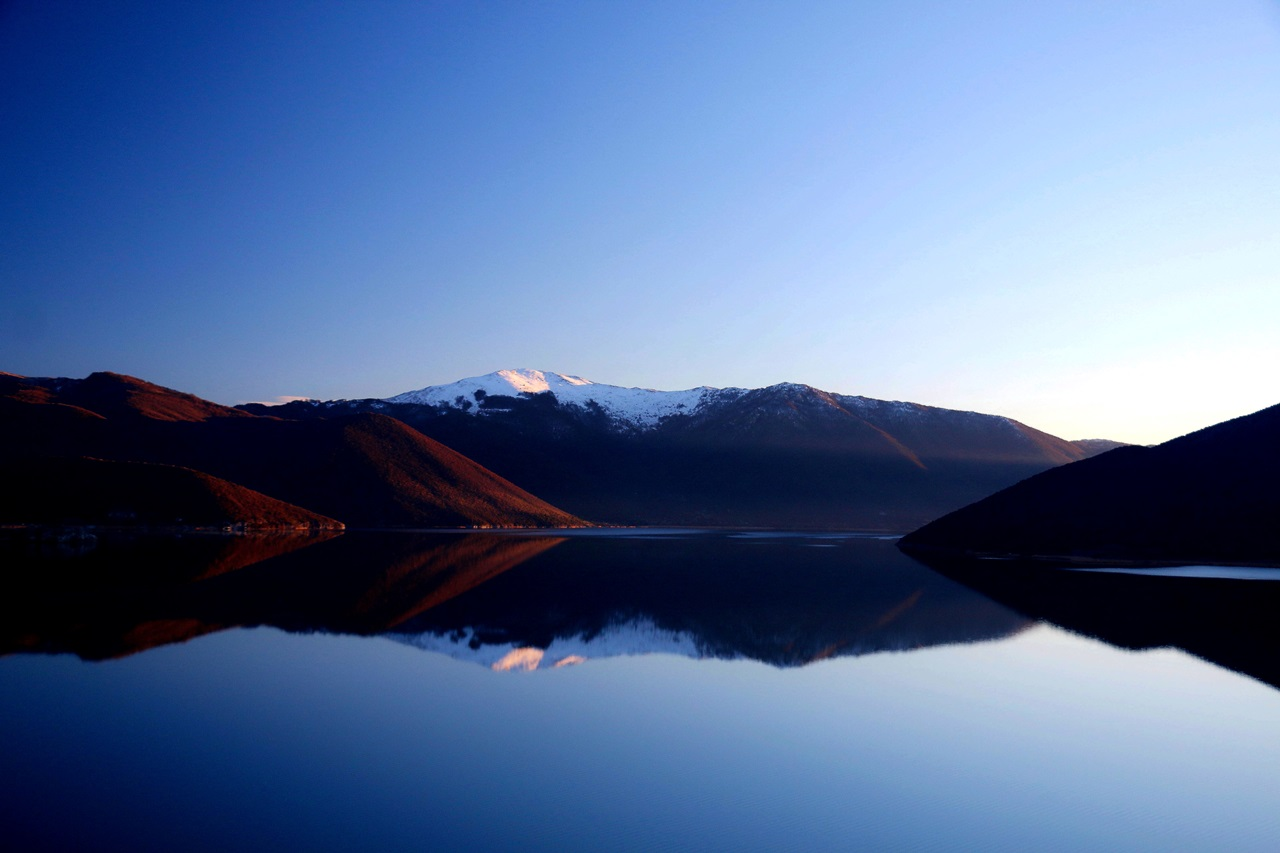
Téli kilátás a Kis-Preszpára
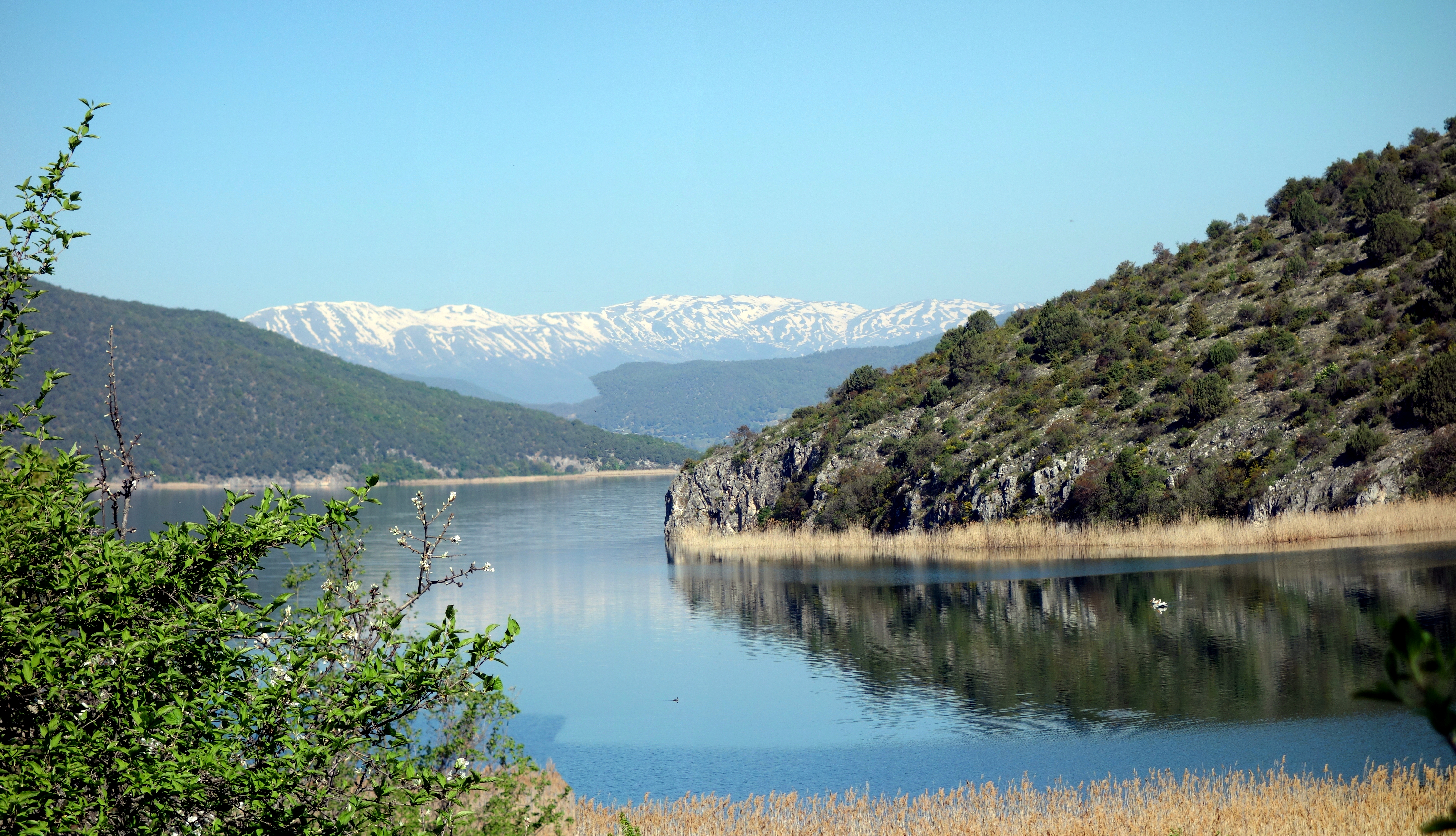
A háttérben a Baba-hegység havas csúcsai
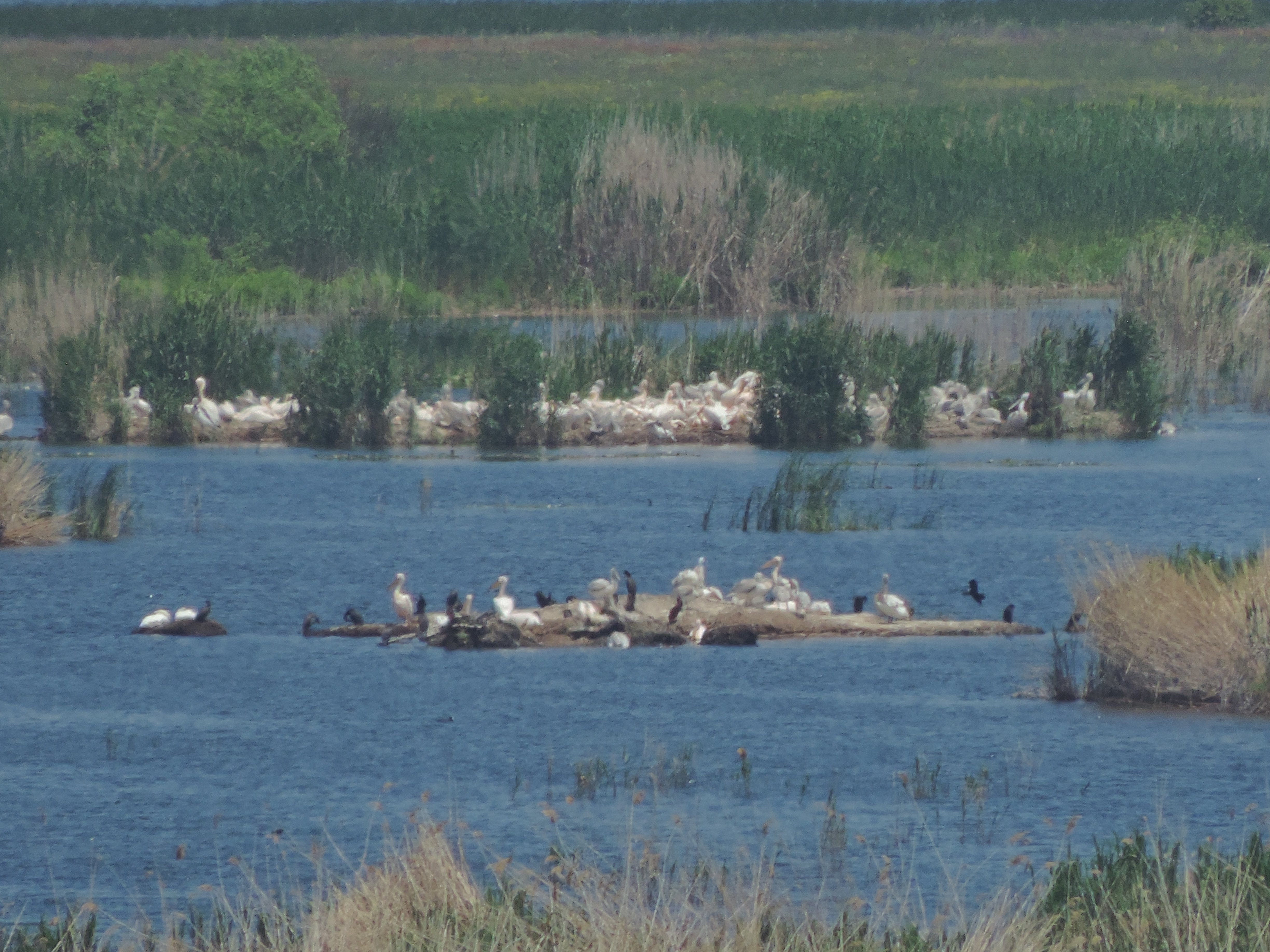
Rózsás gödény költőtelepek
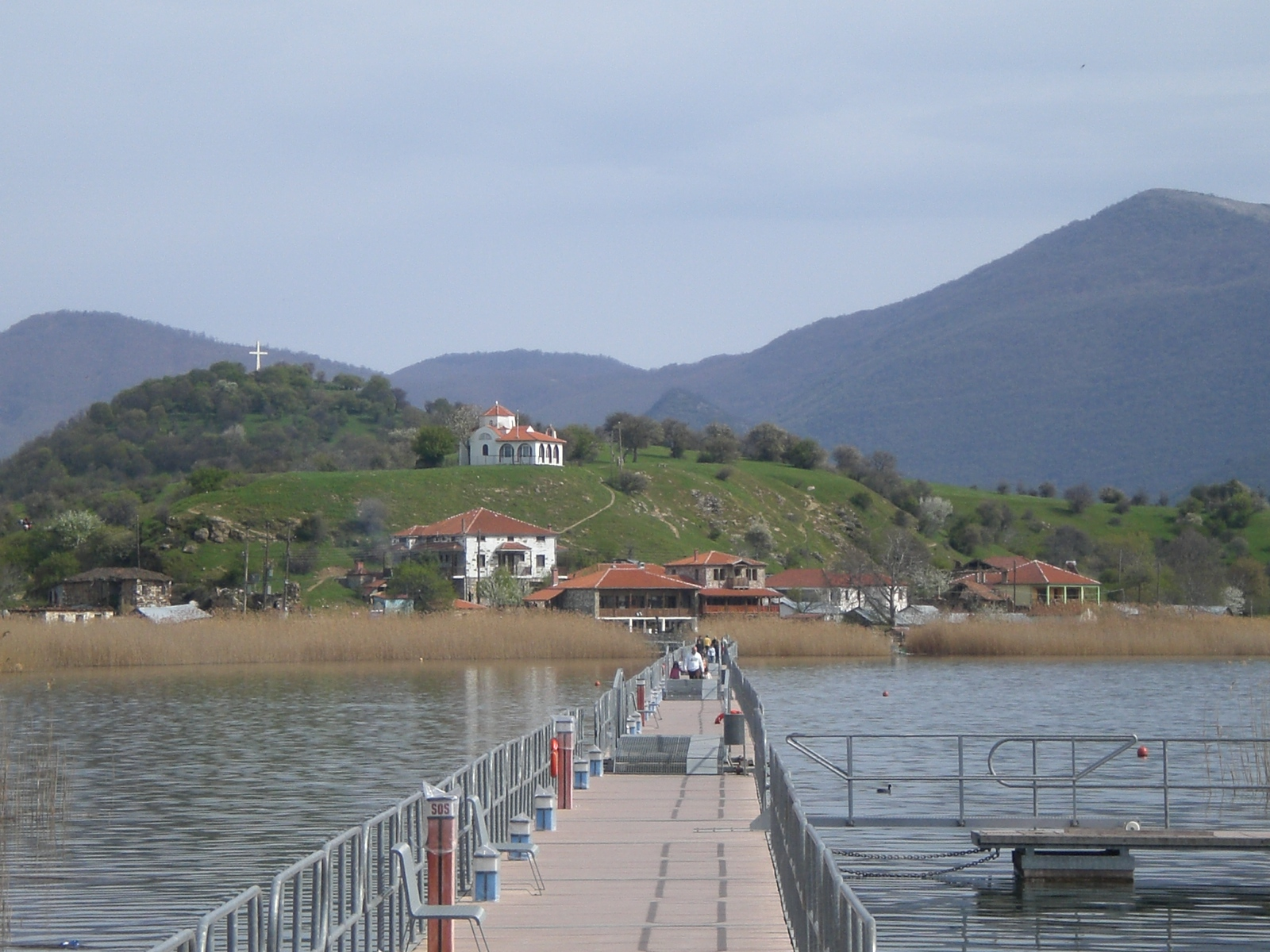
Ágiosz Achilleiosz szigete és a hozzá vezető gyalogoshíd
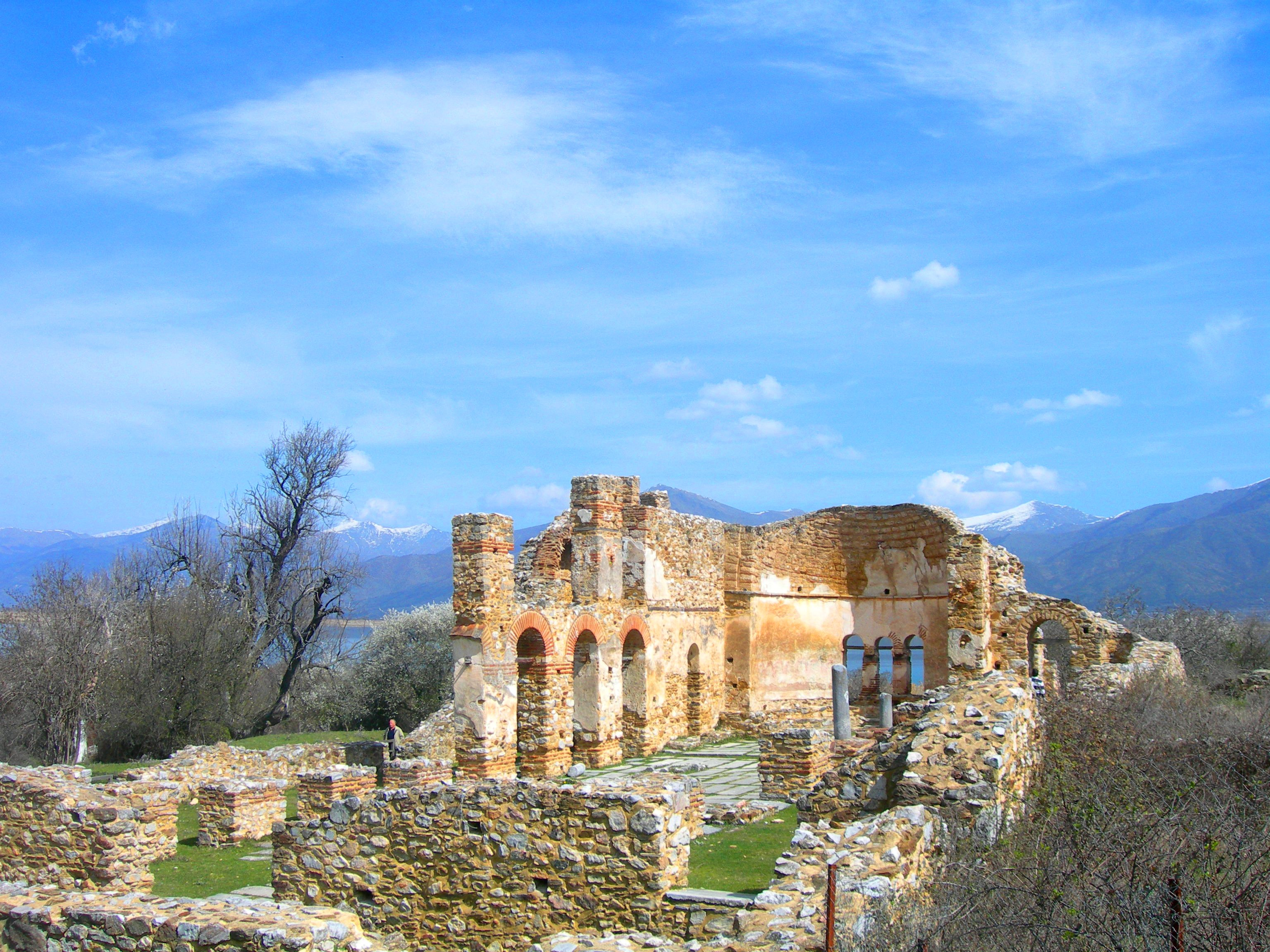
A Láriszai Szent Achilliusz-bazilika romjai
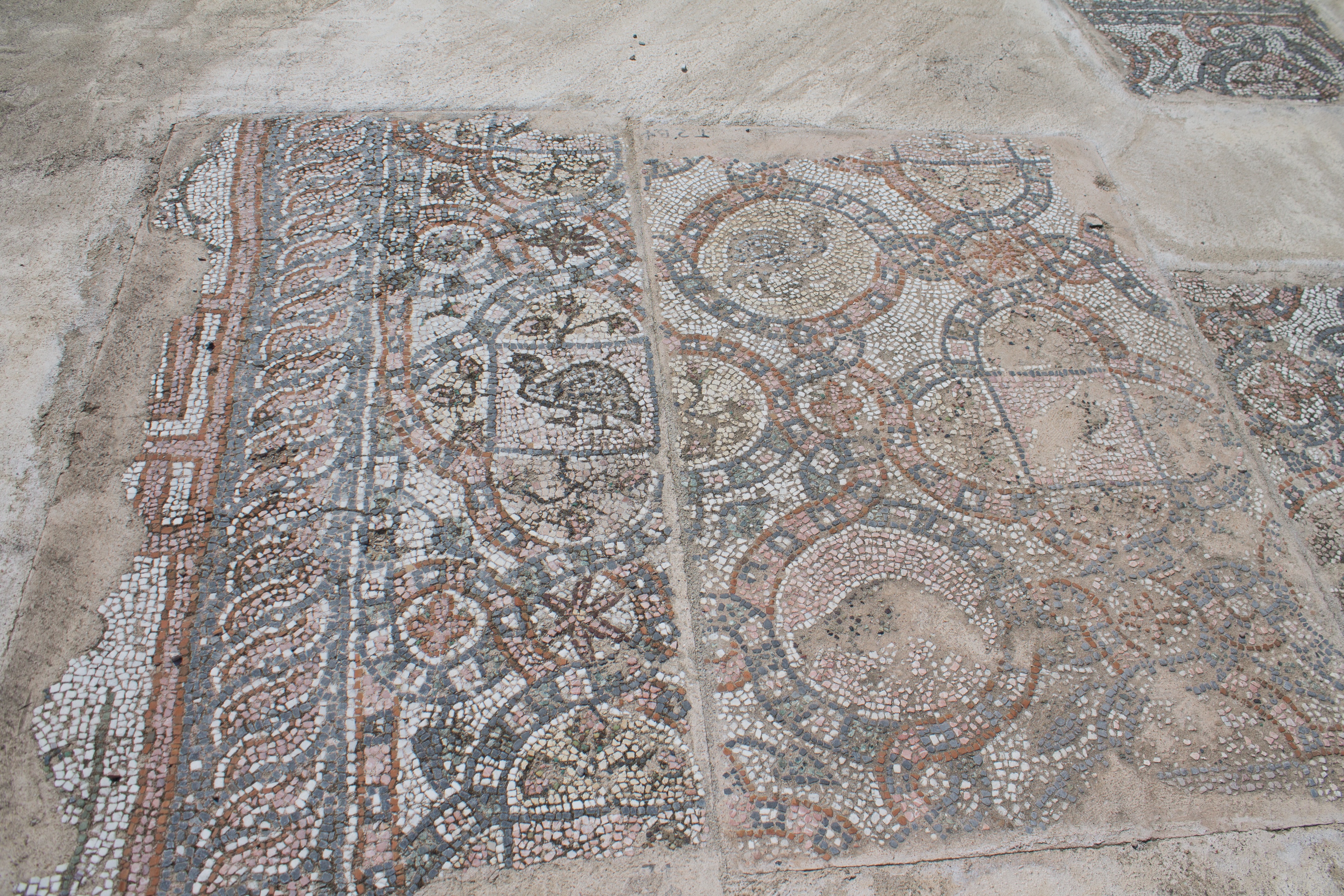
A mozaikpadlók fennmaradt töredékei
A tavak topográfiai térképe
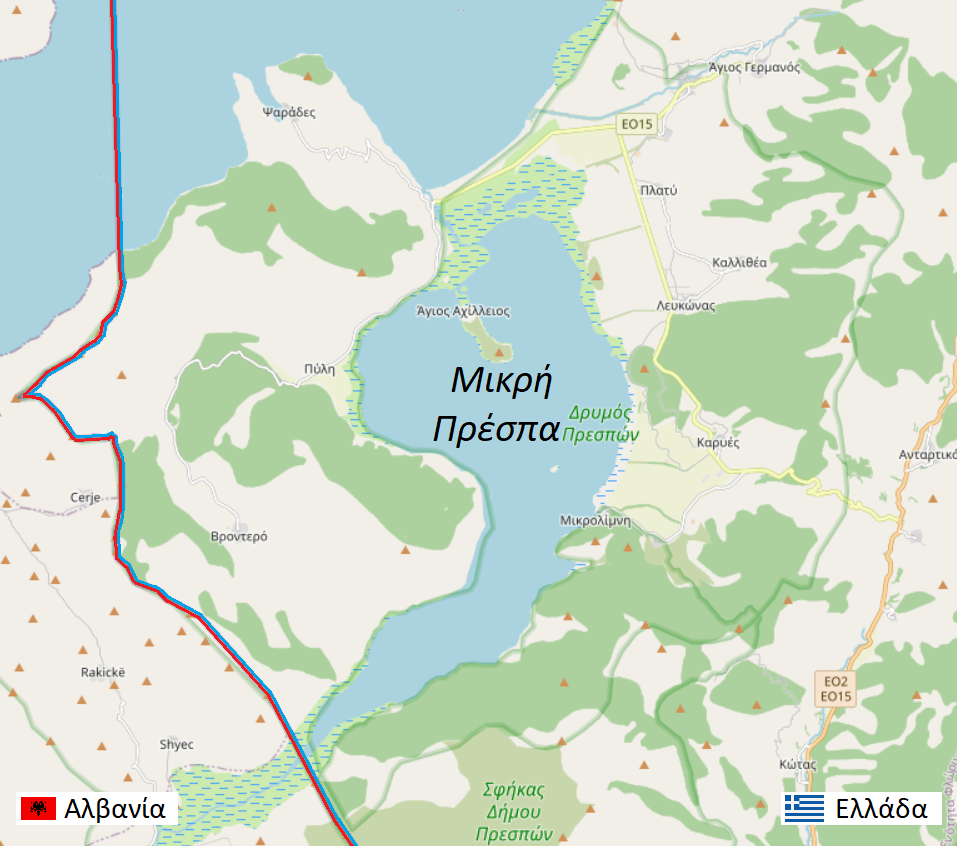
A tó topográfiai térképe
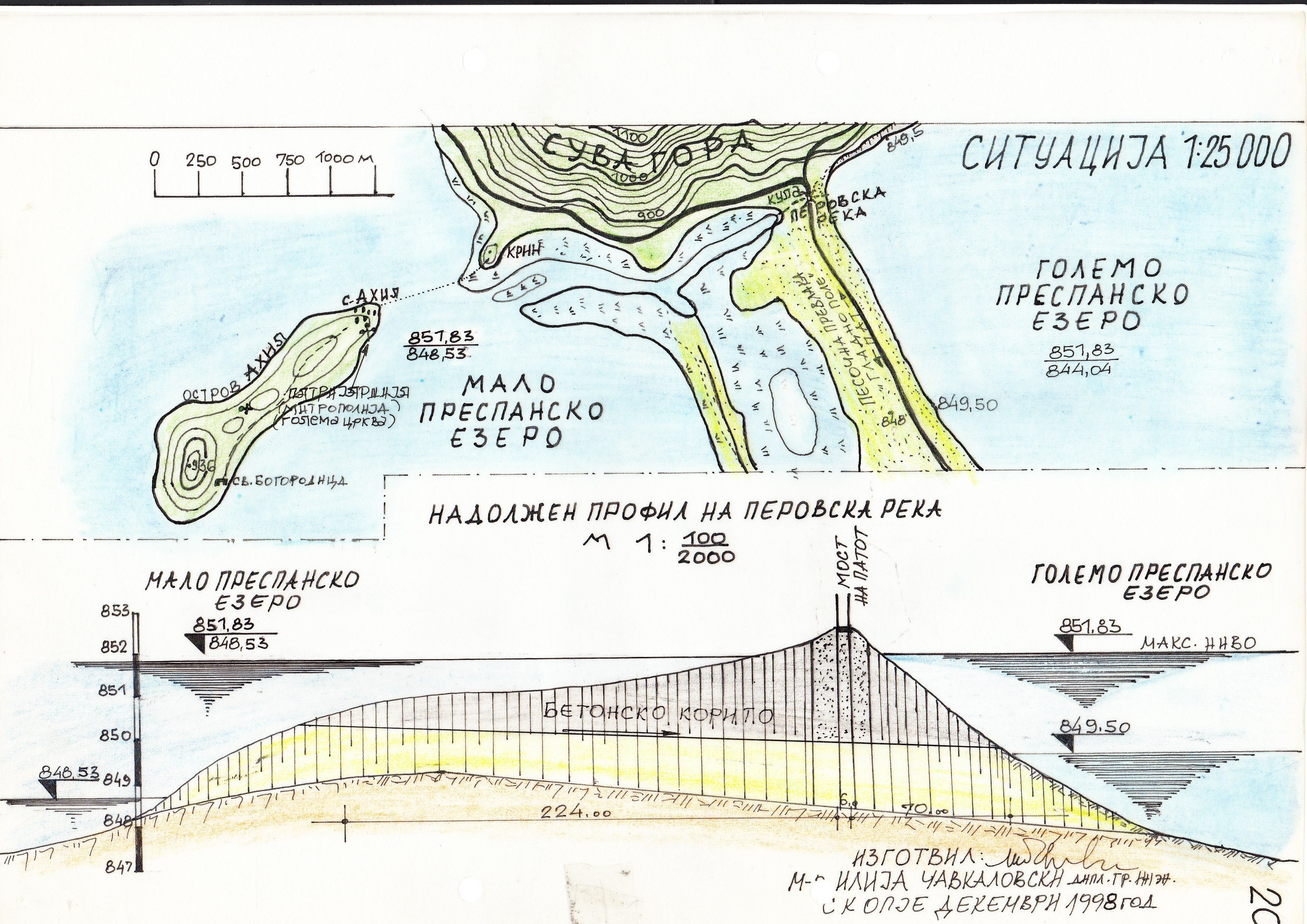
A szárazföldi híd keresztmetszete

## Fordítás
- Ez a szócikk részben vagy egészben  a   Kleiner Prespasee című német Wikipédia-szócikk ezen változatának fordításán alapul.  Az eredeti cikk szerkesztőit annak laptörténete sorolja fel. Ez a jelzés csupán a megfogalmazás eredetét és a szerzői jogokat jelzi, nem szolgál a cikkben szereplő információk forrásmegjelöléseként.
- Ez a szócikk részben vagy egészben  a   Small Prespa Lake című angol Wikipédia-szócikk ezen változatának fordításán alapul.  Az eredeti cikk szerkesztőit annak laptörténete sorolja fel. Ez a jelzés csupán a megfogalmazás eredetét és a szerzői jogokat jelzi, nem szolgál a cikkben szereplő információk forrásmegjelöléseként.